# جوناثان إيفانز (لاعب كرة قدم أمريكية)
جوناثان إيفانز (بالإنجليزية: Jonathan Evans)‏ هو لاعب كرة قدم أمريكية أمريكي، ولد في 10 أكتوبر 1981 في دالاس في الولايات المتحدة.